# Jacques d'Annebaut
Jacques d'Annebaut (Normandia, 1500 – Rouen, 7 giugno 1558) è stato un vescovo cattolico e cardinale francese.

## Biografia
Figlio di Jean V d'Annebault e Catherine de Jeucourt, Jacques era fratello di Claude d'Annebault, maresciallo di Francia; mentre da parte di madre era cugino del cardinale Jean Le Veneur.
Fu destinato fin da ragazzo alla carriera ecclesiastica: fu chierico a Rouen e canonico del capitolo della cattedrale di Lisieux, diventato successivamente suo arcidiacono. Diacono del capitolo della cattedrale di Évreux, Abate commendatario di Bec, succedendo al cugino cardinale. Abate commendatario di Saint-Taurin d'Evreux, di Saint-Serge d'Angers e di Mont-Saint-Michel (1543-1557), succedendo al cugino cardinale; fu il primo abate commendatario di Notre-Dame de Beauport e mantenne la carica fino al 1539.
Quando il cugino si dimise da vescovo, Jacques nel 1539 gli succedette sulla cattedra di Lisieux; fu poi nominato cardinale nel 1544 da papa Paolo III. Dopo la morte di Francesco I di Francia e caduta in disgrazia del fratello, anche Jacques dovette abbandonare la corte e ritirarsi a Rouen.
Morì il 7 giugno 1558 a Rouen; il suo corpo fu poi portato a Lisieux e sepolto nella cattedrale.